# Oligodon multizonatus
Oligodon multizonatus este o specie de șerpi din genul Oligodon, familia Colubridae, descrisă de Zun-Tian Zhao și Jiang 1981. Conform Catalogue of Life specia Oligodon multizonatus nu are subspecii cunoscute.